# Køge Bugt Motorvejen
Der Køge Bugt Motorvejen ist eine Autobahn im Südwesten der dänischen Hauptstadt Kopenhagen. Sie stellt die Verbindung zwischen dem Øresund und dem Vest-/Sydmotorvejen (den zwei Querungen des Großen Beltes) dar und ist hierdurch ein Teil der Vogelfluglinie und somit auch von grenzüberschreitender Bedeutung. Sie wird sehr viel befahren, hat zu manchen Tagen von bis zu 120.000, aber auch manchmal nur von 50.000 Fahrzeugen am Tag. Die Straße ist Teil der M10 und der Europastraßen E20, E47 und E55.

## Ausbauzustand
Der erste Abschnitt wurde bis 2004 auf 3 Streifen pro Fahrtrichtung erweitert. Vom MK Ishøj bis Greve Nord wurde 2009 auf 5 Streifen, von MK Greve Nord bis Greve Syd auf 4 Fahrstreifen erweitert. Der Ausbau der restlichen Strecke ist geplant.

## Geschichte
Die Straße wurde in sieben Etappen errichtet. Sie wurde außer dem Abschnitt MK Avedøre-Vallensbæk Syd, der 2-streifig eröffnet wurde, nahezu komplett 3-streifig errichtet, eine Etappe sogar 4-streifig. 1980 wurde der letzte Abschnitt dem Verkehr übergeben.